# ويليام غرانارا
ويليام غرانارا (بالإنجليزية: William Granara) هو مؤلف ومترجم وباحث أمريكي في اللغة والأدب العربيين. يعمل مديرًا لبرنامج اللغة العربية بجامعة هارفارد.

## تعليمه وحياته العملية
تلقى غرانارا تعليمه في جامعة جورجتاون، ثم في جامعة بنسلفانيا، التي حصل منها على درجة الدكتوراه في الدراسات العربية والإسلامية. عمل بالجامعة الأمريكية في القاهرة وكان موظفًا بوزارة الخارجية الأمريكية في تونس.

## كتاباته وترجماته
له أبحاث في تاريخ صقلية الإسلامية وفي أدب الشاعر العربي الصقلي ابن حمديس، ومن ترجماته الأدبية:
- الزلزال (رواية) للطاهر وطار
- غرناطة لرضوى عاشور (ترجمها سنة 2003، ونشرتها دار نشر جامعة سيراكيوز)
- شارل وعبد الرحمن لجرجي زيدان (ترجمها تحت عنوان "معركة بواتييه")

وقد نُشرت بعض أعمال غرانار في مجلة بانيبال.